# Protestantse kerk (Schettens)
De Protestantse kerk van Schettens (Skettens) is een kerkgebouw in de gemeente Súdwest-Fryslân in de Nederlandse provincie Friesland.

## Beschrijving
De driezijdig gesloten zaalkerk is in 1865 gebouwd als Nederlands Hervormde kerk ter vervanging van een middeleeuwse kerk. De toren van drie geledingen met ingesnoerde spits dateert uit 1877. In de kerk liggen zes zerken in vroege renaissancestijl. Vier ervan zijn van de familie Van Osinga, een van de militair Schelte van Aysma en een van de eigenerfde familie Hoitinga.  
Als bijzonderheid mag worden beschouwd dat tot begin 2016 er een helm en degen van Schelte van Aysma in de toren hingen. Deze zijn vanwege de grote zeldzaamheid in bruikleen gegeven aan het Nationaal Militair Museum in Soest. Een 3D-helm is ervoor in de plaats teruggekomen.
Het orgel uit 1891 is gemaakt door Petrus van Oeckelen & Zonen. Sinds 1968 is de kerk beschermd als rijksmonument.

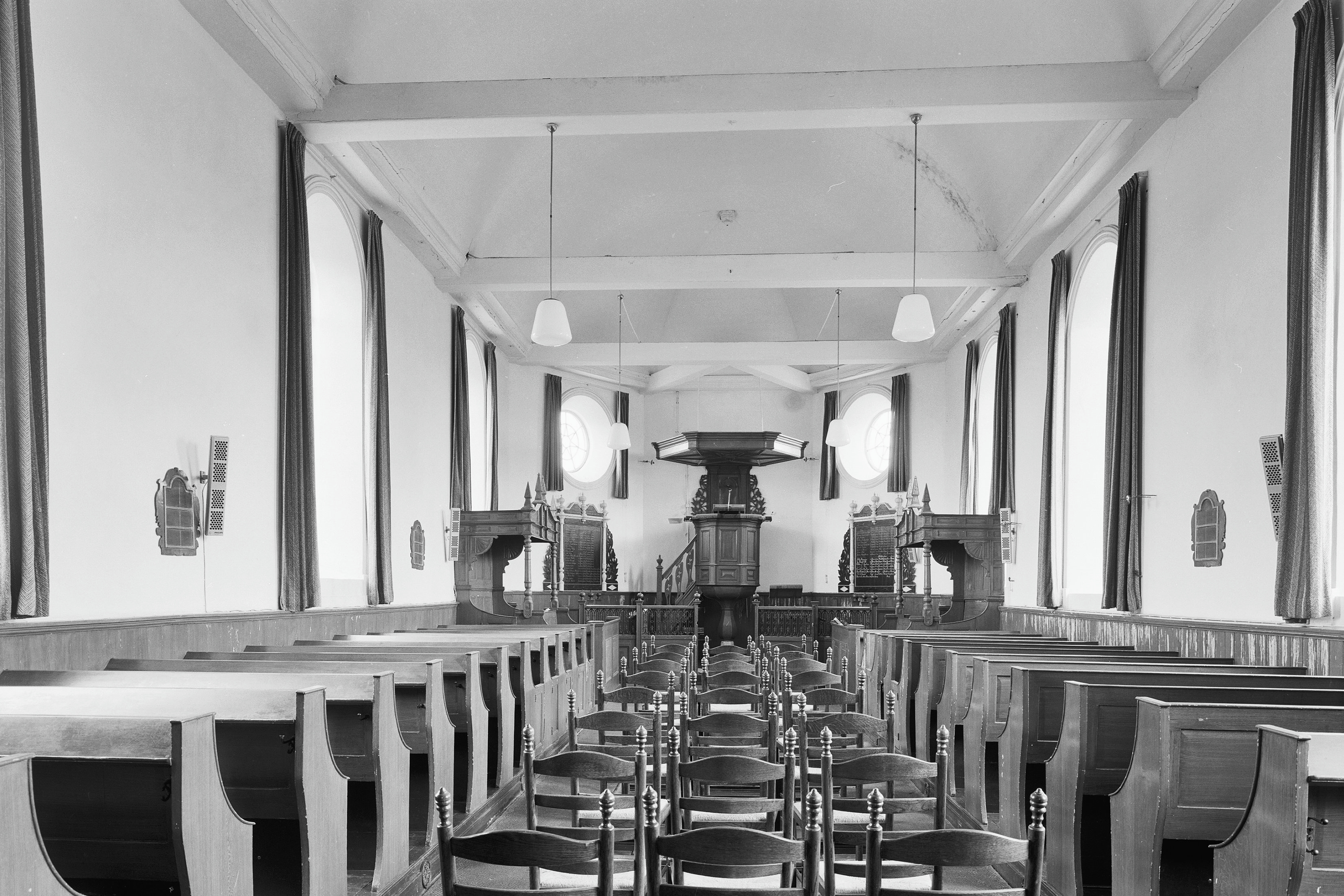
Interieur met preekstoel (1999)
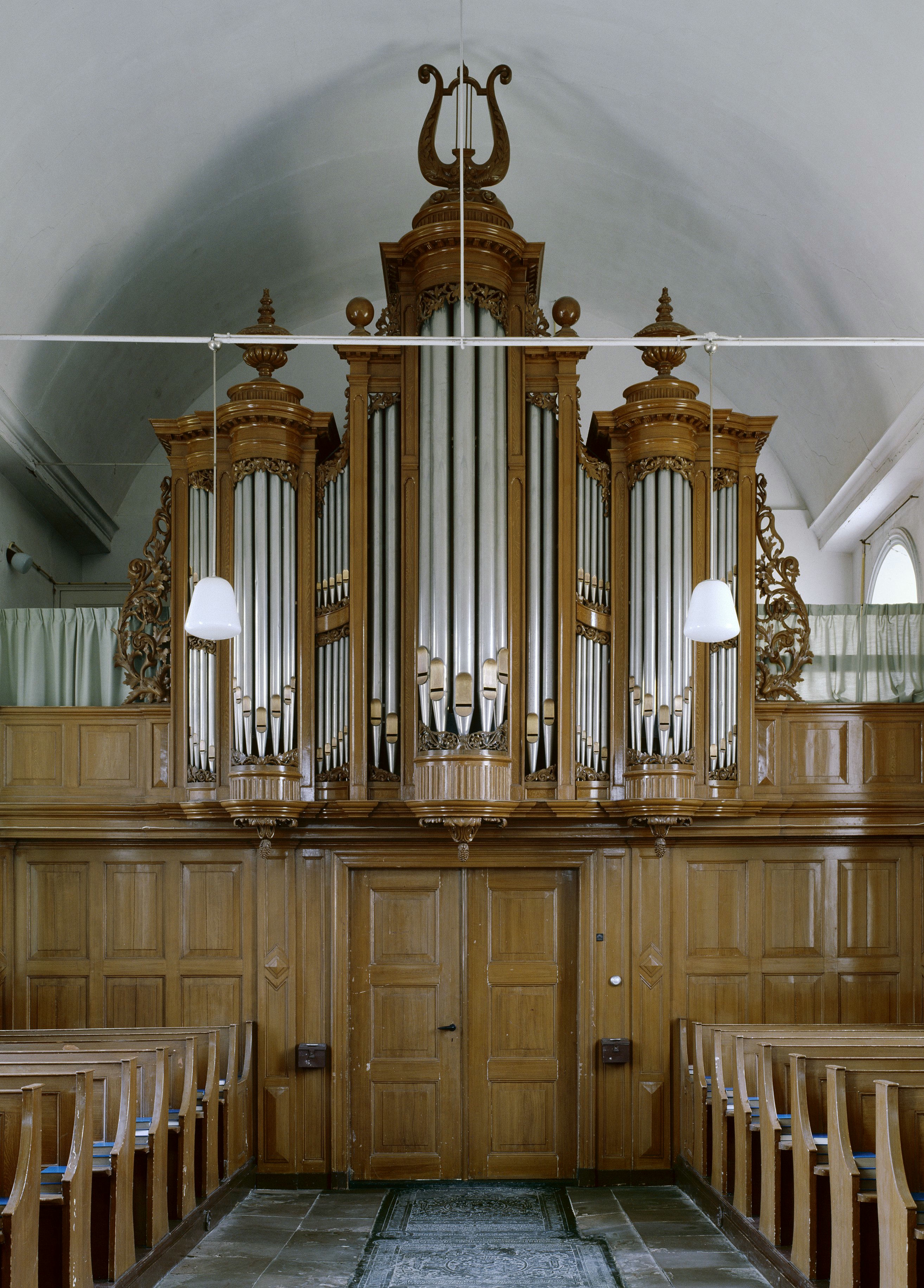
Interieur met orgel (2007)
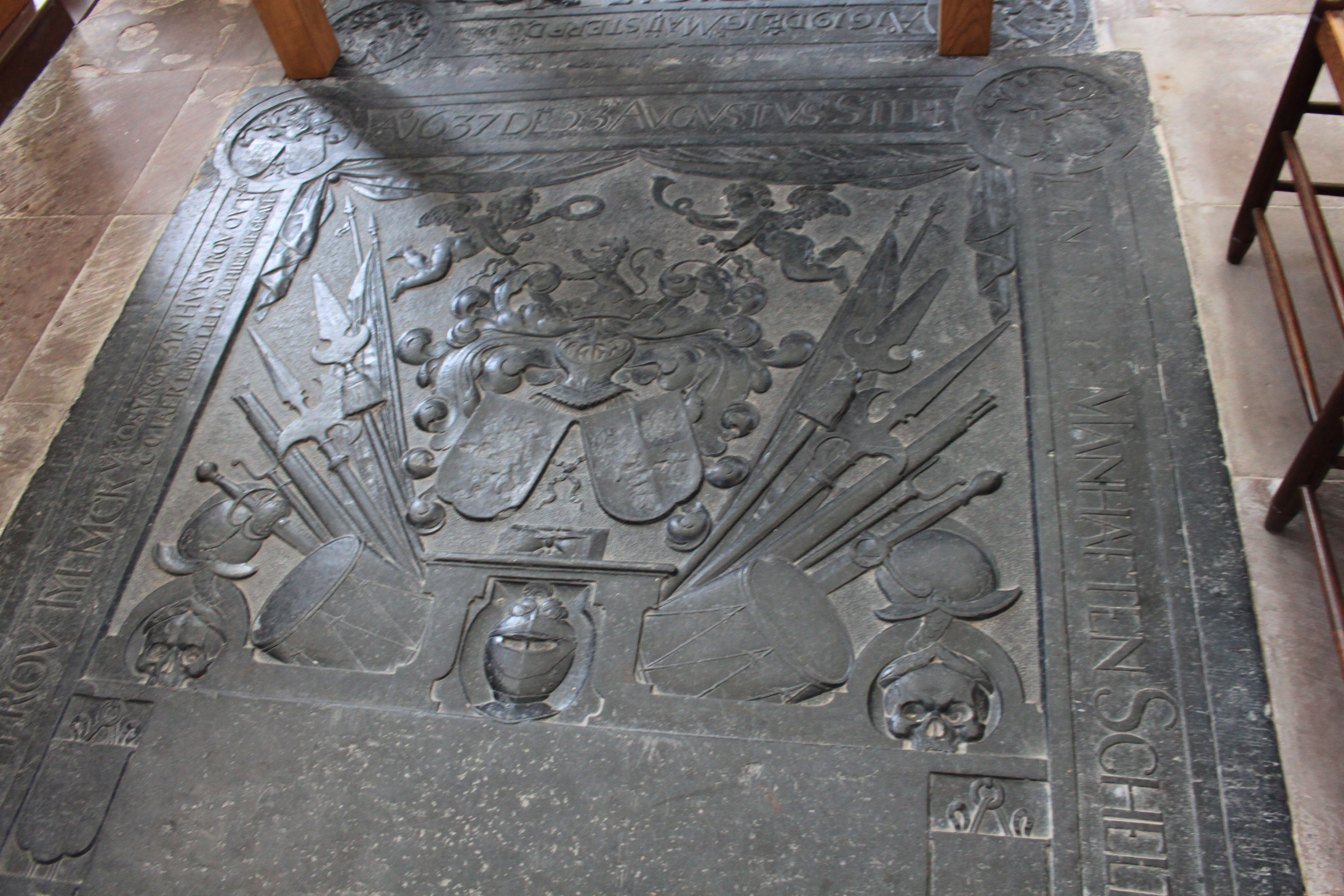
Zerk (2018)

De kerk is de hoofdlocatie van de PKN gemeente in de plaatsen Schettens, Schraard en Longerhouw.